# Фукьер-ле-Ланс
Фукьер-ле-Ланс (фр. Fouquières-lez-Lens) — коммуна во Франции, регион О-де-Франс, департамент Па-де-Кале, округ Ланс, кантон Арн. Город расположен в 8 км к востоку от Ланса и в 27 км к югу от Лилля, на автомагистрали А21 "Рокад Миньер".
Население (2018) — 6 399 человек.

## Достопримечательности
- Церковь Святого Ведаста, восстановленная после Первой мировой войны
- Военный мемориал

## Экономика
Структура занятости населения:
- сельское хозяйство — 0,0 %
- промышленность — 8,2 %
- строительство — 5,2 %
- торговля, транспорт и сфера услуг — 29,7 %
- государственные и муниципальные службы — 56,9 %

Уровень безработицы (2017) — 22,0 % (Франция в целом — 13,4 %, департамент Па-де-Кале — 17,2 %). 

Среднегодовой доход на 1 человека, евро (2017) — 16 630 (Франция в целом — 21 110, департамент Па-де-Кале — 18 610).

## Демография
Динамика численности населения, чел.

## Администрация
Пост мэра Фукьер-ан-Ланса с 2018 года занимает Доната Ошар (Donata Hochart). На муниципальных выборах 2020 года возглавляемый ею левый список победил в 1-м туре, получив 69,14 % голосов.
| Период | Период | Фамилия          | Партия                  | Примечания                 |
| ------ | ------ | ---------------- | ----------------------- | -------------------------- |
| 1960   | 1974   | Рафаэль Кодрелье | Коммунистическая партия | регулировщик угольных шахт |
| 1974   | 1989   | Александр Пекр   | Коммунистическая партия |                            |
| 1989   | 2018   | Мишель Бушес     | Социалистическая партия | преподаватель колледжа     |
| 2008   |        | Доната Ошар      | Социалистическая партия |                            |

## Ссылки

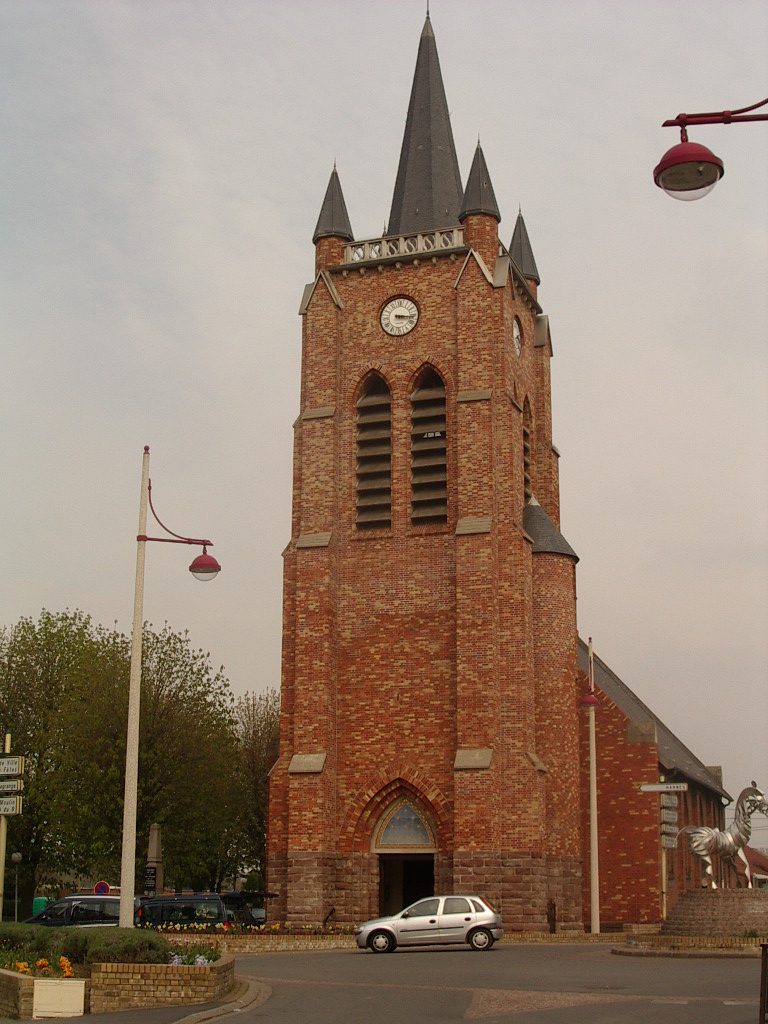
Церковь Святого Ведаста